# 兼子勇太
兼子 勇太（かねこ ゆうた、1991年8月26日 - ）は、東京都港区出身の元プロバスケットボール選手である。ポジションはフォワード。身長189cm、体重82kg。

## 来歴
2010年3月 八王子学園八王子高等学校 卒業後、2010年4月 拓殖大学に進学する。2014年3月 拓殖大学卒業後、2014年6月 参入山形ワイヴァンズに入団する。背番号は 80。2014年9月 U-24 3X3日本代表に選出され、ユニバーシアード ブラジル世界大会に出場する。2015年1月 NBL ALLSTAR GAME2014 3X3NBDL 選抜チームに選出される。同年4月には 3X3 日本代表候補 特別強化指定選手に選出される。チームに在籍しながら バスケットボールの5人制と3人制で活躍する、オールラウンダーである。2015年７月 東京八王子トレインズに移籍する。背番号は 24。2016年3月6日 奄美市名瀬総合体育館 レノヴァ鹿児島戦にて、キャリアハイ26点を更新し チームに貢献した。2016年7月 所属する東京八王子トレインズは B.LEAGUE B3に加入する。2017年7月 B.LEAGUE B3 東京サンレーヴスに移籍する。背番号は８。2018年9月 東京八王子ビートレインズ 育成チームディレクター・監督に就任する。
2020年9月 若者のみらい応援基金 3人制バスケットボールチーム SHIBUYA FUTURESの球団代表に就任する。2021年シーズン3X3.EXE PREMIRE参入を目指す。2021年1月 代表を務める3人制バスケットボールチームSHIBUYA FUTURESは3X3.EXE PREMIRE JAPAN2021に参入決定する。
- https://stats.basketballnavi.com/player.pl?pl_id=257
- http://3x3.japanbasketball.jp/topics/264
- https://trains.co.jp/news/detail/id=13147
- https://flymag.jp/news/8926/
- https://www.3x3exe.com/premier/3x3news/articles/0108news/